# ماسون فينلي
ماسون فينلي (بالإنجليزية: Mason Finley)‏ هو منافس ألعاب قوى أمريكي، ولد في 7 أكتوبر 1990 في كانساس سيتي في الولايات المتحدة.

## وصلات خارجية
- ماسون فينلي على موقع الاتحاد الدولي لألعاب القوى (الإنجليزية)
- ماسون فينلي على موقع الاتحاد الأمريكي لسباقات المضمار والميدان (الإنجليزية)
- ماسون فينلي على موقع الدوري الماسي (الإنجليزية)
- ماسون فينلي على موقع TFRRS.org (الإنجليزية)
- ماسون فينلي على موقع TFRRS.org (الإنجليزية)
- ماسون فينلي على موقع TFRRS.org (الإنجليزية)
- ماسون فينلي على موقع اللجنة الأولمبية الدولية (الإنجليزية)
- ماسون فينلي على موقع أوليمبيديا (الإنجليزية)
- ماسون فينلي على موقع اللجنة الأولمبية والبارالمبية الأمريكية (الإنجليزية)